# Бенуа, Ален де
Ален де Бенуа (фр. Alain de Benoist, родился 11 декабря 1943 года) — французский философ, писатель, политик, основатель и теоретик движения «Новые правые» (фр. Nouvelle Droite).

## Биография
Ален де Бенуа (первоначально публиковался под псевдонимом Фабрис Ларош, Fabrice Laroche) родился в 1943 году. Начал политическую деятельность в 1960 году в Федерации студентов-националистов. В 1969 году стал главным идеологом «Группы по изучению и исследованию европейской цивилизации» (фр. Groupement de recherche et d'études pour la civilisation européenne, GRECE). В том же году он возглавил журнал Nouvelle École, в 1973 году — официальный орган GRECE Éléments («Элементы»), а с 1988 года под его редакцией выходит тематический альманах Krisis («Кризис»).
Излюбленные сферы исследований Алена де Бенуа — политическая философия и история идеологий. Вместе с тем он является автором многих трудов в области археологии, народных традиций, истории религий. Аленом де Бенуа опубликовано более 50 книг и более 3 тыс. статей, которые переведены почти на 20 языков. Он получил юридическое, философское и теологическое образование.

## Идеи
Основные направления исследований Алена де Бенуа:
- общая критика индивидуализма, универсализма и национализма (или этноцентризма) как категорий, относящихся, по его мнению, к «метафизике субъективности»;
- систематическая критическая «деконструкция» торгового разума и аксиоматики экономического интереса, а также «многочисленных влияний Капитала, чье планетарное распространение составляет основную угрозу мирозданию в настоящее время»;
- борьба за местную духовную автономию, связанная с защитой коллективных идентичностей;
- четкий выбор позиции в пользу интегрального федерализма, опирающегося на принцип «субсидиарности», начиная с основы практик «демократии участия»[4].

## Работы
- «Ницше: мораль и „большая политика“» (1973)
- «Взгляд справа: критическая онтология современных идей» (1977)
- «Что такое геополитика» (1978)
- «Как можно быть язычником» (1981)
- «Мёллер Ван ден Брук и консервативная революция» (1981)
- «Вехи решающих лет» (1982)
- «Европейские традиции» (1982)
- «Проблема демократии» (1985)
- «Культурная революция справа. Грамши и „Новая правая“» (1985)
- «Европа — Третий мир. Та же борьба» (1986)
- «Против расизма» (1992)
- «Песчинка. Вехи конца века» (1994)
- «Национализм: феноменология и критика» (1994)
- «Демократия представительная и демократия участия» (1994)
- «Ницше и консервативная революция» (1994)
- «Внутренняя империя» (1995)
- «Эрнст Юнгер и „Рабочий“. Жизненная и интеллектуальная траектория между богами и героями» (1995)
- «Семья и общество. Истоки — История — Современность» (1996)
- «Линия горизонта. Речи к гражданам Европы» (1996)
- «Легенда о Хлодвиге» (1996)
- «Америка как она есть» (Тегеран, 1996)
- «Эрнст Юнгер. Библиография» (1997)
- «Коммунизм и нацизм» (1998)
- «Пена и галька». 1991—1999. Последнее десятилетие: вид издалека" (2000)
- «Иисус под критическим взглядом историков» (2000)
- «Хайек» (2000) — критика взглядов «отца-основателя» теории рыночной экономики
- «Прошедшее столетие. Заметки к его завершению» (2001)
- «Шарль Моррас и „ Французское действие“. Библиография» (2002)
- «Что произошло с левыми?» (2002)
- «По ту сторону прав человека» (2004)
- «Краткие биографии французских правых» в 4-х тт. (2004—2005)
- «Вперёд, к прекращению роста! Эколого-философский трактат» (2007)